# أدفانس بابليكشنز
شركة أدفانس بابليكشنز هي شركة إعلامية أمريكية خاصة مملوكة لعائلتي دونالد نيوهاوس وصامويل إيرفينغ نيوهاوس جونيور، أبناء مؤسس الشركة صامويل إيرفينغ نيوهاوس الأب. وتمتلك عددًا كبيرًا من الشركات التابعة، بما في ذلك مجلات الأعمال التجارية, كوندي ناست، وهي مساهم رئيسي في تشارتر كوميونيكيشنز، ريديت ووارنر براذرز ديسكفري.

## روابط خارجية
- الموقع الرسمي

قالب:Warner Bros. Discovery